# おれたちの頂
『おれたちの頂』（おれたちのいただき）は、塀内夏子による日本の漫画作品。『週刊少年マガジン』（講談社）にて、1983年30号から51号にかけて連載された。最終2話（第18話、第19話）はそれぞれ『週刊少年マガジン』51号および『少年マガジンスペシャル』1984年第7号に掲載された。単行本は少年マガジンコミックスから全2巻が刊行されている。
作者の塀内夏子にとっては商業誌における初の連載作品である。自分の作品ジャンルを見いだせなかったこと、作品に対する自信のなさにより、連載開始時は精神的に追い詰められていたことが、雑誌等のインタビューで語られている（後述）。
作品中にはヒマラヤの高所登山で帽子等をかぶらないシーンが描かれていることに対して塀内は、「極寒のヒマラヤで帽子をかぶらないで登るのはありえない（はず）。だけど、キャラの区別がつかなくなると困るし、髪の毛の動きがほしかったので、あえて帽子はかぶらせなかった」と記している。
主人公の邦彦と恭介の実家は横須賀市にあり、市内の高校に通っているが、物語の舞台は日本および世界の山であり岸壁となっている。
2019年に兵庫県立六甲山ビジターセンターの「登山マンガを読もう！」企画展では12本の山を題材とする漫画に選ばれている。

## 作品の背景
作者の塀内夏子は少女漫画家として1979年年にデビューするものの、自分は少女漫画の表現に不向きだと分かる。1982年に「背負子と足音」が少年マガジン新人漫画賞に入選し、少年漫画で再デビューを果たす。
1982年、1983年の少年マガジンには、「釣りキチ三平」「1・2の三四郎」「胸さわぎの放課後」「あした天気になあれ」「光の小次郎」「The・かぼちゃワイン」「あいつとララバイ」「コータローまかりとおる！」「バリバリ伝説」「バツ＆テリー」などいくつかのジャンルの作品がバランスよく配置されていた。
塀内は自分の作品ジャンルが見出せず苦悩する。ラブコメディはもう二度と描きたくない。バイクマンガはどうしても理解できない。不良マンガは『マガジン』にコンテまで出していたんですけど、やっぱりわからないと消去していくうちに、スポーツマンガが残されたと語っている。また、編集担当者が山の漫画を描きなさいと助言してくれたのにも後押しされて「おれたちの頂」を執筆することになる。
しかし、連載当時の塀内の心理はかなり切迫したものであった。連載の7年後の雑誌のインタビューで「当時はただただ苦しかった。窒息しそうだった。スケジュールがではなく、精神的に辛かった。 自信が全然なかったから。その頃はラブコメの全盛期で、『軽薄短小』という言葉が流行った時代に、何故私はこんな暗い、ダサいものを描かなければならないんだろう、と思っていた」と語っている。
それに対して、2021年の塀内夏子オフィシャル・ウエブ・サイトでは「我が生涯で初めての単行本。なつかしい、いとおしい思いで一杯。たとえ絵がヘタクソでストーリーに多少難があっても...」と記している。

## あらすじ
一ノ倉沢衝立岩
高校山岳部の佐野邦彦は、南アルプル北岳山頂で岩登りをしている南波恭介と出会う。恭介の誘いで二人は谷川岳一ノ倉沢衝立岩を登る。途中で落石があり、恭介は足を痛める。岸壁初心者の邦彦一人では登ることも下ることもできない状態となり、恭介を背負って衝立岩を登り切る。邦彦と恭介は谷川岳に通い、邦彦の技術は進歩するが、転落死亡事故を目撃し、岩登りに恐怖を感じるようになる。恭介がトップをゆずり、彼の励ましで邦彦は二人で登ることの意味を知る。
恭介の事故
恭介は烏帽子岩大氷柱に登攀することに固執し、邦彦以外のパートナーと岩登りをしている時にパートナーの滑落に巻き込まれ宙づりとなる。恭介は邦彦と友利に救出され入院し、そこで邦彦は恭介の姉の涼子と出会う。邦彦は涼子から「わがままな弟をよろしくね」と頼まれる。
喬戈里峰（チョゴリ、K2）
白鳳会のチョゴリ遠征隊でサポート隊の欠員が出て邦彦が参加する。サポート隊の荷上げ完了後、C2への荷上げも担当する。さらに、雪崩事故により、邦彦はC4（最終キャンプ、7900m）の設営にも参加する。しかし、邦彦は隊長稲垣の指示で頂上アタックには参加できず、一足先に帰国し、過労で入院する。
烏帽子岩大氷柱
谷川岳一ノ倉沢烏帽子岩の岸壁に200mの大氷柱が発達する。土合駅に着いた恭介を邦彦が待っており、邦彦は自分にも意地があると語る。悪天候が続き、邦彦は天候回復まで恭介を押しとどめる。恭介は快調に難所を登るが、落下してきた氷が邦彦を直撃する。邦彦は気を失い、トップの恭介は身動きできなくなる。恭介の懸命の呼びかけにより邦彦は意識を取り戻し、二人は大氷柱を登り切る。初登攀の記録は申請しなかったが、山岳関係者の間には噂が広がる。
エベレスト南西壁
小野寺はプレモンスーンのエベレスト南西壁の少人数登山に邦彦、恭介を誘う。前進キャンプを設営したところで現地のポーターを帰し、日本人5人で南西壁に挑む。好天に恵まれ1ヶ月半で荷上げはC6（最終キャンプ）まで進む。恭介は雪崩でケガをしてアタックを断念し、邦彦と友利は頂上に立つが、高所ビバークになる。戻ってきた友利は、邦彦が烈風のため稜線から見えなくなったと伝える。天候は悪化し、食料は無くなり、恭介は高度障害による肺水腫の手前まで悪化する。4人がC6を撤収する直前に邦彦が戻ってくる。4日間、他の隊の残置テントにくるまっていたという。
ローツェ南壁
邦彦と恭介はポストモンスーン時期のローツェ（8516m）の南壁に挑む。恭介の健康診断は、低圧環境化では血管異常が顕在化し、8000m級の登山は危険ということであったが、連絡はつかない。英国隊撤退後、邦彦は西側へのエスケープ・ルートを想定し直登を続行する。恭介は終始トップを務め、高度を稼いでいく。天候は味方してくれたが、恭介の体は薄い大気に痛めつけられ、頂上で確保の姿勢を取りながら息絶える。邦彦は恭介の遺体を担いで下山する。
エベレスト厳冬期
白鳳山岳会は厳冬期のエベレスト登山で史上初となる北壁、西陵、南西壁の3方向から頂上を目指す計画を進める。出発前に邦彦は涼子から、ふもとで待っていると言われる。邦彦は南西壁をシェルパのテラルとともにアタックし、頂上に立ち、恭介の形見のピッケルをそこに埋める。二人はサウスコルでビバークし、邦彦はサポートを依頼する。下山途中に邦彦は目の異常を感じ、テラルだけを先に行かせる。雪の上に座り込んだ邦彦は涼子の言葉を思い出し、さらに「邦彦」と呼ぶ声を聞き、立ち上がる。気が付くと邦彦はBCに担ぎ込まれている。そこには涼子の姿がぼんやり見え、二人は抱き合う。

## 登場人物
佐野 邦彦（さの くにひこ）
本作品の主人公。山岳部に所属する高校生。性格はまじめで努力型。北岳で恭介と出会いザイル・パートナーとなる。歩荷に強く、恭介の遺体をローツェの頂上から担いで降ろす。
南波 恭介（なんば きょうすけ）
本作品の主人公。邦彦の同級生。登山家の小野寺守と親交があり、社会人と一緒にロック・クライミングをしている。邦彦と出会い、息の合うザイル・パートナーとなる。
小野寺 守（おのでら まもる）
白鳳会に所属し日本を代表する登山家。恭介の父親と親交があり、恭介に岩登りを教える。邦彦と恭介をヒマラヤに誘う。
友利 真一（ともり しんいち）
山岳写真家。当初は邦彦と恭介の岩登りに批判的であったが、一緒にヒマラヤ登山に参加する。
南波 涼子（なんば りょうこ）
恭介の姉。恭介が山の事故で入院したとき、わがままな恭介をよろしくねと邦彦に頼む。
稲垣（いながき）
白鳳会所属の登山家。喬戈里峰遠征の隊長。一ノ倉沢の烏帽子奥壁にかかる幻の大氷柱初登攀の記録を狙うが邦彦と恭介に先を越される。
テラル
エベレスト厳冬期登山隊に参加する最年少のクライミング・シェルパ。

## 書誌情報
- 塀内夏子『おれたちの頂』講談社〈少年マガジンコミックス〉、全2巻[6]
  1. 1984年3月18日第1刷発行、ISBN 4-06-172956-X
  2. 1984年3月18日第1刷発行、ISBN 4-06-172957-8

- 塀内夏子『おれたちの頂』講談社〈講談社コミックスグランドコレクション〉、全1巻
  - 1990年11月発行、ISBN 4-06-313410-5[7]

- 塀内夏子『おれたちの頂』山と渓谷社〈ヤマケイ文庫〉、全1巻
  - 2014年4月18日発売、ISBN 9784635047760[8]